# Zenaida
Zenaida là một chi chim trong họ Columbidae.